# CRYSTALS 〜25th Anniversary Best〜
『CRYSTALS 〜25th Anniversary Best〜』（クリスタルズ トゥウェンティーフィフス・アニバーサリー・ベスト）は、浅香唯の5枚目のベスト・アルバム。2010年6月9日にワーナーミュージック・ジャパンよりリリースされた。

## 解説
- 浅香唯のデビュー25周年を記念してリリースされたベスト・アルバム。
- デビュー曲の「夏少女」から当時の最新シングルの「マジ?マジ!マジカル☆ジュエル」までの全シングルA面のオリジナル・バージョンを収録した2枚組、全30曲を収録。レーベルの垣根を越えた収録曲になっている。
- 収録音源には24ビット・デジタルリマスタリングが施されており、それまでの発表音源と比較して音質面が向上している。

## 収録曲

### Disc-1
1. 夏少女
  - 作詞: 三浦徳子、作曲: 小杉保夫、編曲: 大谷和夫
2. ふたりのMoon River
  - 作詞: 三浦徳子、作曲: 小杉保夫、編曲: 矢野立美
3. ヤッパシ…H!
  - 作詞: 森雪之丞、作曲: 馬飼野康二、編曲: 馬飼野康二
4. コンプレックスBANZAI!!
  - 作詞: 神沢礼江、作曲: 三浦一年、編曲: 西本明
5. 10月のクリスマス
  - 作詞: 森浩美、作曲: 吉実明宏、編曲: 若草恵
6. STAR
  - 作詞: 有川正沙子、作曲: タケカワユキヒデ、編曲: 鷺巣詩郎
7. 瞳にSTORM
  - 作詞: 湯川れい子、作曲: 井上大輔、編曲: 新川博
8. 虹のDreamer
  - 作詞: 湯川れい子、作曲: 井上大輔、編曲: 新川博
9. Remember
  - 作詞: 湯川れい子、作曲: 来生たかお、編曲: 中村哲
10. Believe Again
  - 作詞: 麻生圭子、作曲: 中崎英也、編曲: 萩田光男
11. C-Girl
  - 作詞: 森雪之丞、作曲: NOBODY、編曲: 井上鑑
12. セシル
  - 作詞: 麻生圭子、作曲: NOBODY、編曲: 戸塚修
13. Melody
  - 作詞: 森雪之丞、作曲: 木根尚登、編曲: 萩田光男
14. TRUE LOVE
  - 作詞: 吉元由美、作曲: 井上ヨシマサ、編曲: 井上鑑
15. NEVERLAND 〜YAWARA!メインテーマ〜
  - 作詞: 麻生圭子、作曲: NOBODY、編曲: 井上鑑

### Disc-2
1. 恋のロックンロール・サーカス
  - 作詞: 売野雅勇、作曲: NOBODY、編曲: 井上鑑
2. DREAM POWER
  - 作詞: 森浩美、作曲: 吉実明宏、編曲: 中村哲
3. Chance!
  - 作詞: 麻生圭子、作曲: 織田哲郎、編曲: 井上鑑
4. 7 days Girl
  - 作詞: 麻生圭子、作曲: 織田哲郎、編曲: 井上鑑
5. ボーイフレンドをつくろう
  - 作詞: 麻生圭子、作曲: 羽田一郎、編曲: 井上鑑
6. Self Control
  - 作詞: 浅香唯、作曲: 鎌田ジョージ、編曲: 井上鑑
7. 恋のUpside-Down
  - 作詞: 森雪之丞、作曲: 鎌田ジョージ、編曲: 鎌田ジョージ
8. 愛しい人と眠りたい
  - 作詞: 松本隆、作曲: 大森隆志、編曲: 大森隆志
9. ひとり
  - 作詞: 穂早菜、作曲: 安田信二、編曲: 安田信二
10. Ring Ring Ring
  - 作詞: YUI、作曲: 安田信二、編曲: 安田信二
11. 不器用な天使
  - 作詞: YUI、作曲: 都志見隆、編曲: 野中則夫
12. 笑顔の私
  - 作詞: 上地等、作曲: 上地等、編曲: 上地等
13. カタマりたいの (Bonus Track)
  - 作詞: NBGI、作曲: NBGI、編曲: NBGI
14. はだかでピース (Bonus Track)
  - 作詞: 浅香唯、作曲: 高田耕至、編曲: 高田耕至
15. マジ?マジ!マジカル☆ジュエル (Bonus Track)
  - 作詞: 森由里子、作曲: 牧野幸介、編曲: 新井理生